# The Giving Pledge
The Giving Pledge (englisch für Das Versprechen zu geben) ist eine philanthropische Kampagne, die im Juni 2010 von den Milliardären Bill Gates und Warren Buffett gestartet wurde. Sie soll besonders wohlhabende Menschen zu Spenden für das Gemeinwohl animieren.

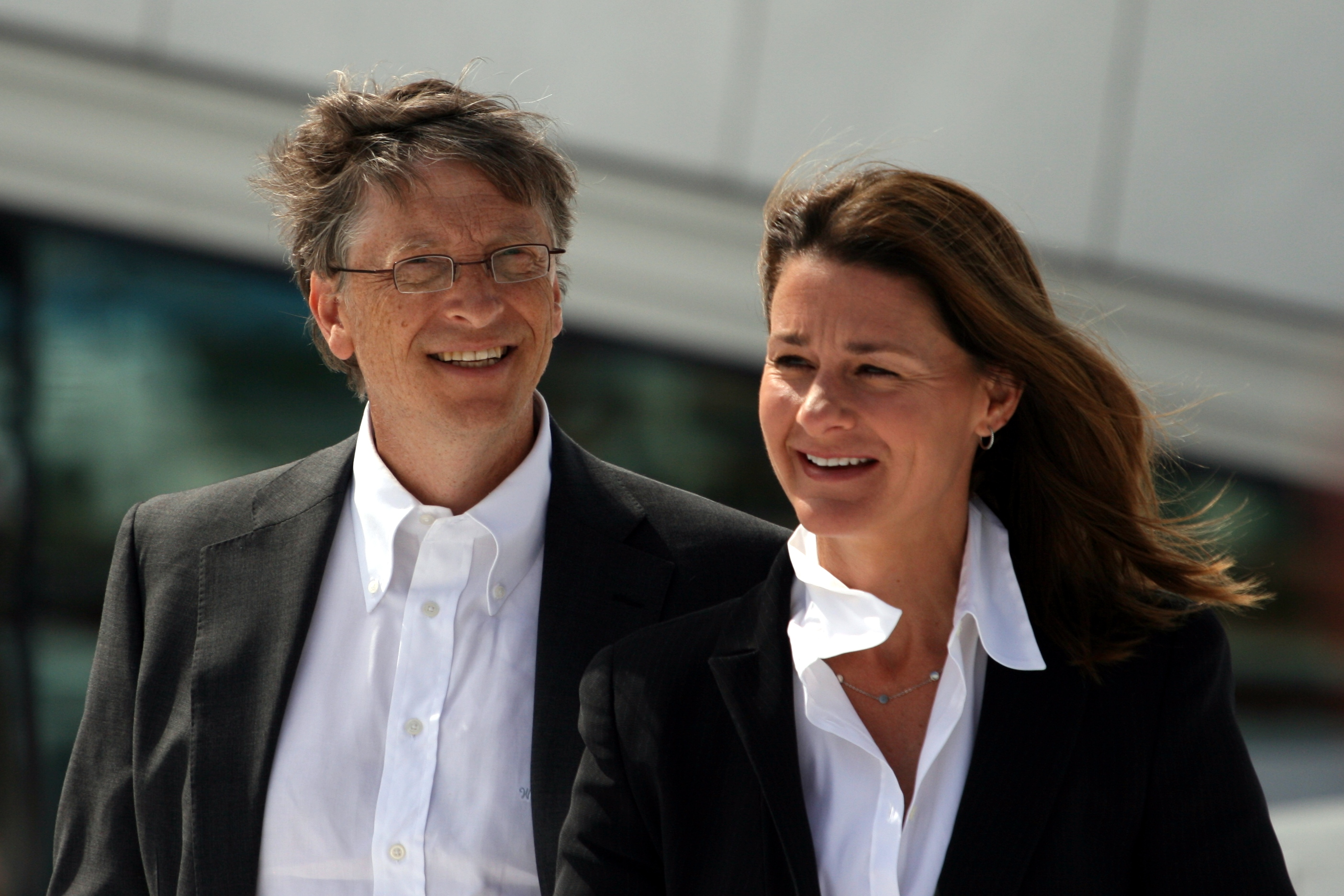
Bill und Melinda Gates

Die Initiative ließ auf ihrer offiziellen Website verlauten, dass sie „ein Versuch ist, die reichsten Personen und Familien in Amerika und der Welt einzuladen, um den Großteil ihres Reichtums der Philanthropie zu geben“.

## Geschichte

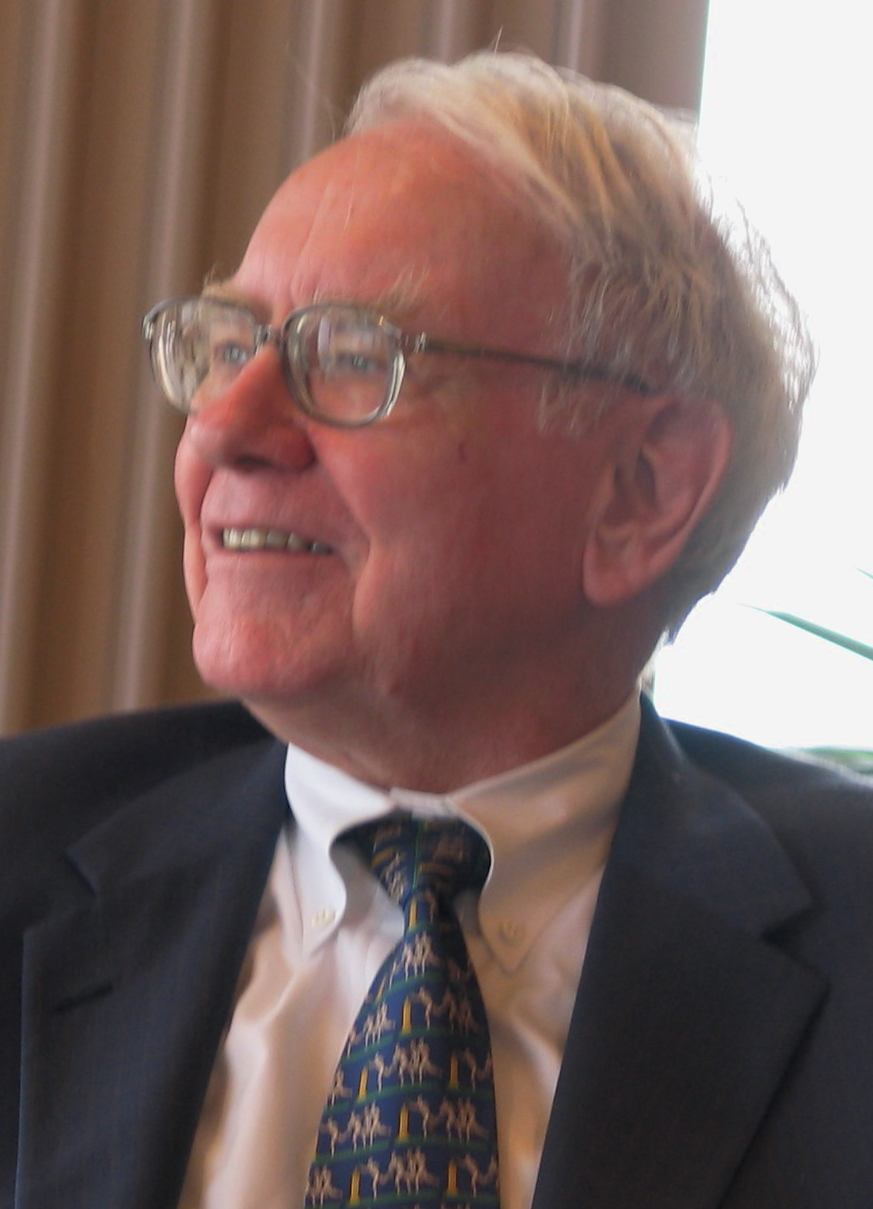
Warren Buffett

Gates und Buffett wurden zu ihrer Initiative, bei der die US-amerikanischen Milliardäre Geld für wohltätige Zwecke spenden sollen, von dem 1889 erschienenen Essay The Gospel of Wealth von Andrew Carnegie inspiriert. Nach dem Start im Juni 2010 erfuhr die Idee bereits in den ersten acht Wochen große Unterstützung. Im August 2010 versprachen 40 US-Milliardäre, nach Möglichkeit mindestens die Hälfte ihres Vermögens für wohltätige Zwecke zu spenden, darunter New Yorks damaliger Bürgermeister Michael Bloomberg sowie George Lucas, der Schöpfer der Star-Wars- und Indiana-Jones-Filmreihen. Im Dezember 2010 kamen 17 weitere Milliardäre wie der Facebook-Gründer Mark Zuckerberg, der Mitgründer der Firma Qualcomm Irwin Jacobs und der damalige Karstadt-Investor Nicolas Berggruen hinzu. Auch wohlhabende Mäzene aus anderen Erdteilen schlossen sich dem Giving Pledge an, wie der deutsche SAP-Gründer Hasso Plattner, der afrikanische Mobilfunkunternehmer Mo Ibrahim, der indische Unternehmer Azim Premji, der britische Virgin-Gründer Richard Branson und der russische Internetunternehmer Juri Milner. Bis zum Herbst 2012 haben insgesamt 91 Milliardärsfamilien das Versprechen abgegeben. Bis zum April 2025 stieg die Zahl der "Pledger" auf 245.

## Vorgehen
Die Initiative sammelt kein Geld der Spender ein, sondern ruft lediglich die Milliardäre dazu auf, das Versprechen abzugeben, mehr als die Hälfte ihres Vermögens für wohltätige Zwecke zur Verfügung zu stellen. Hierbei kann dies zu Lebzeiten, unmittelbar vor oder erst nach ihrem Tod geschehen. Buffett selbst hatte bereits versprochen, 99 Prozent seines Vermögens wohltätigen Stiftungen zu spenden, den überwiegenden Teil der Bill & Melinda Gates Foundation, die an ihren Einlagen gemessen die bisher größte Privatstiftung der Welt ist.
Laut dem Forbes Magazine leben über 400 Milliardäre in den Vereinigten Staaten, womit sich mit der Giving Pledge im August 2010 bereits rund 10 Prozent aller US-Milliardäre zu der Initiative von Gates und Buffett bekannt hatten.
The Giving Pledge hat nach der Einschätzung von „The Chronicle of Philanthropy“ trotz anfänglichem Enthusiasmus keinen nachweislichen Einfluss auf das Spendeverhalten bis 2019 gehabt. Der Hedgefonds-Manager und Philanthrop Robert Wilson weigerte sich, die Giving Pledge zu unterzeichnen, und begründete dies damit, dass sie „praktisch wertlos“ sei, insbesondere da das Vermögen über Stiftungen weiterhin unter der Kontrolle der reichen Besitzer bleiben könnte.

## Unterzeichner
In alphabetischer Reihenfolge nach Kontinenten werden im Folgenden Unterzeichner der Giving Pledge aufgeführt, die einen Großteil ihres Vermögens für gemeinnützige Zwecke abgeben wollen (ohne Anspruch auf Vollständigkeit):
Afrika:
1. Mo Ibrahim
2. Strive Masiyiwa und Tsitsi Masiyiwa
3. Patrice Motsepe und Precious Motsepe
4. Elon Musk
5. Patrick Soon-Shiong und Michele B. Chan
6. Mohammed Bin Musallam Bin Ham Al-Ameri[12]

Asien:
1. Manoj Bhargava[13]
2. Vinod Khosla und Neeru Khosla
3. Arif Naqvi
4. Azim Premji[14]
5. Dato Sri Tahir
6. Vincent Tan
7. Hamdi Ulukaya
8. Sunny Varkey
9. Romesh Wadhwani und Kathleen Wadhwani[13]
10. Samuel Yin
11. Daoming Liu[12]

Australien/Ozeanien:
1. Andrew Forrest und Nicola Forrest

Europa:
1. Michael Baron Ashcroft
2. Nicolas Berggruen
3. Richard Branson[15] und Joan Branson
4. John Caudwell
5. Ann Gloag
6. Chris Hohn
7. Juri Milner
8. Michael Moritz und Harriet Heyman
9. Wiktor Pintschuk
10. Hasso Plattner
11. Wladimir Potanin
12. David Sainsbury
13. Ian Wood
14. Hansjörg Wyss
15. Ben Delo[12]
16. Jeremy und Hanne Grantham
17. David Harding und Claudia Harding
18. Nicolai Tangen und Katja Tangen
19. Kjell Inge Røkke und Anne Grete Eidsvig[16]

Nordamerika:
1. Bill Ackman und Karen Ackman
2. Margaret und Sylvan Adams
3. Paul Allen (1953–2018)
4. Sue Ann Arnall
5. John Douglas Arnold und Laura Arnold
6. Steve Bing
7. Sara Blakely[17]
8. Arthur Blank
9. Nathan Blecharczyk und Elizabeth Blecharczyk[18]
10. Michael Bloomberg
11. Eli Broad und Edythe Broad
12. Charles Bronfman[13]
13. Edgar Bronfman senior (1929–2013)
14. Edgar M. Bronfman
15. Warren Buffett[19]
16. Steve Case und Jean Case
17. Brian Chesky[20]
18. Tim Cook[21]
19. Leon G. Cooperman und Toby Cooperman
20. Joe Craft
21. Joyce und Bill Cummings
22. Ray Dalio und Barbara Dalio
23. John Paul DeJoria
24. Barry Diller und Diane von Fürstenberg
25. John Doerr und Ann Doerr
26. Glenn Dubin und Eva Dubin
27. Larry Ellison
28. Judith Faulkner
29. Chuck Feeney[22]
30. Ted Forstmann (1940–2011)
31. Phillip Frost und Patricia Frost
32. Bill und Melinda Gates
33. Joe Gebbia[23]
34. David Gelbaum und Monica Gelbaum
35. Dan Gilbert und Jennifer Gilbert[13]
36. Dave Goldberg (1967–2015) und Sheryl Sandberg
37. David Green und Barbara Green
38. Jeff Greene und Mei Sze
39. Harold Grinspoon und Diane Troderman
40. Gordon Gund und Llura Gund
41. Harold Hamm
42. Reed Hastings und Patty Quillin[13]
43. Lyda Hill
44. Barron Hilton (1927–2019)
45. Jon Huntsman Sr. (1937–2018) und Karen Huntsman
46. Carl Icahn
47. Irwin Jacobs und Joan Jacobs
48. John W. “Jay” Jordan II
49. George Kaiser
50. Brad Keywell und Kim Keywell
51. Sidney Kimmel
52. Richard Kinder und Nancy Kinder
53. Seth Klarman und Beth Klarman
54. Kenneth Langone und Elaine Langone
55. Eric Lefkofsky und Liz Lefkofsky
56. H. F. Lenfest (1930–2018) und Marguerite Lenfest
57. Peter B. Lewis[13] (1933– 2013)
58. Lorry I. Lokey (1927–2022)
59. George Lucas und Mellody Hobson
60. Duncan MacMillan und Nancy MacMillan
61. Alfred E. Mann
62. Joe Mansueto und Rika Mansueto
63. Bernard Marcus und Billi Marcus
64. Richard Marriott und Nancy Marriott
65. Craig und Susan McCaw
66. Red McCombs und Charline McCombs
67. Michael Milken und Lori Milken
68. George P. Mitchell (1919–2013)
69. Tom Monaghan
70. Gordon Moore und Betty Moore[13]
71. John Morgridge und Tashia Morgridge
72. Dustin Moskovitz und Cari Tuna
73. Jonathan M. Nelson[13]
74. Pierre Omidyar und Pam Omidyar
75. Paul Orfalea und Natalie Orfalea
76. Bernard Osher und Barbro Sachs-Osher
77. Bob Parsons
78. Ronald Perelman
79. Jorge M. Pérez und Darlene Perez[13]
80. Peter George Peterson (1926–2018)
81. T. Boone Pickens (1928–2019)
82. Julian H. Robertson (1932–2022)
83. David Rockefeller (1915–2017)[24]
84. Edward W. und Deedie Potter Rose
85. Stephen M. Ross
86. David Rubenstein
87. John Sall und Ginger Sall
88. Henry Samueli und Susan Samueli
89. Herb (1931–2019) und Marion Sandler (1930–2012)
90. Denny Sanford
91. Vicki und Roger Sant
92. Lynn Schusterman
93. Ruth und Bill Scott
94. Walter Scott, Jr. (1931–2021)
95. Thomas Secunda und Cindy Secunda
96. Craig Silverstein und Mary Obelnicki
97. Harold Simmons (1931–2013) und Annette Simmons
98. Jim und Marilyn Simons
99. Paul E. Singer
100. Jeff Skoll
101. John A. Sobrato und Susan Sobrato, und ihr Sohn John Michael Sobrato
102. Ted und Vada Stanley († 2013)
103. Mark Stevens und Mary Stevens
104. Tom Steyer und Kat Taylor
105. James E. Stowers (1924–2014) und Virginia Stowers (1930–2021)
106. Tad Taube
107. Claire (1952–2014) und Leonard Tow[13]
108. Ted Turner
109. Albert Lee Ueltschi[13]
110. Hamdi Ulukaya
111. Sanford Weill und Joan Weill
112. Shelby White (Witwe von Leon Levy)
113. Charles Zegar und Merryl Snow
114. Mark Zuckerberg und Priscilla Chan
115. Tegan und Brian Acton
116. Brian Armstrong
117. Stewart und Sandy Bainum
118. MacKenzie Scott
119. Sonia und Paul Tudor Jones
120. Ryan D. “Jume” Jumonville
121. Erica und Jeff Lawson
122. Francine A. LeFrak und Rick Friedberg
123. John McBain und Marcy McCall MacBain
124. Emily und Mitchell Rales
125. Chris und Crystal Sacca
126. Paul und Jennifer Sciarra
127. Robert und Jane Toll